# 7-й артиллерийский корпус (СССР)
7-й артиллерийский Львовский Краснознамённый ордена Суворова корпус прорыва РГК — воинское соединение РККА Вооружённых Сил СССР времён Великой Отечественной войны.

## История
7-й артиллерийский корпус РВГК сформирован 24 апреля 1943 года на основании постановления ГКО от 12 апреля 1943 года. В боях Великой Отечественной войны с 20 мая 1943 года. Входил в состав Воронежского и 1 Украинского фронтов. Впоследствии корпус получил почётное звание Львовский, был награждён орденами Красного Знамени и Суворова 2 степени. 
7-й артиллерийский корпус (в/32015) после окончания Великой Отечественной войны входил в состав ЦГВ, расформирован в январе 1947 года

## Периоды вхождения в состав Действующей армии
- 20 мая 1943 года − 11 мая 1945 года[1]

## Состав корпуса
В состав корпуса входили:
- 1-я гвардейская артиллерийская дивизия прорыва,
- 3-я артиллерийская дивизия прорыва,
- 17-я артиллерийская дивизия прорыва,
- 3-я гвардейская миномётная дивизия,

Части подчинения управления корпуса:
- 1004-й отдельный Краснознаменный[2] батальон связи
- 623-й отдельный разведывательный артиллерийский дивизион с 7 по 18 июля 1943 года
- 624-й отдельный разведывательный артиллерийский дивизион
- 2358-я военно-почтовая станция

## Награды корпуса
- 9 февраля 1944 года —  Орден Красного Знамени — награжден указом Президиума Верховного Совета СССР от 9 февраля 1945 года за успешное выполнение боевых заданий командования на фронте борьбы с немецкими захватчиками и проявленные при этом доблесть и мужество[3]. (Объявлен приказом заместителя НКО СССР № 074 от 25 марта 1944 года.)
- 10 августа 1944 года — Почетное наименование «Львовский» — присвоено приказом Верховного Главнокомандующего № 0256 от 10 августа 1944 года в ознаменование одержанной победы и отличие в боях при освобождении города Львова.
- ???? —  Орден Суворова II степени — награжден указом Президиума Верховного Совета СССР за образцовое выполнение боевых заданий командования в боях с немецкими захватчиками и проявленные при этом доблесть и мужество.

## Командный состав
- генерал-майор артиллерии Игнатов, Николай Васильевич (24.4.1943 — 7.5.1943);
- генерал-майор артиллерии Корольков, Павел Михайлович (8.5.1943 — декабрь 1945);
- генерал-лейтенант артиллерии Кожухов, Леонид Иустинович (декабрь 1945 — январь 1947)[4].

## Отличившиеся воины
- Бачинский, Дмитрий Григорьевич — Герой Советского Союза;
- Волкенштейн, Сергей Сергеевич — Герой Советского Союза;
- Гайдаш, Александр Никитович — Герой Советского Союза;
- Головин, Григорий Максимович — Герой Советского Союза;
- Киселёв, Михаил Дмитриевич — Герой Советского Союза;
- Королёв, Павел Михайлович — Герой Советского Союза;
- Кошелев, Андрей Степанович — Герой Советского Союза;
- Кулык, Павел Петрович — Герой Советского Союза;
- Либман, Михаил Александрович — Герой Советского Союза;
- Санько, Иван Федосеевич — Герой Советского Союза;
- Щеглов, Иван Михайлович — Герой Советского Союза.